# Sergei Nikolajewitsch Pyschjanow
Sergei Nikolajewitsch Pyschjanow (russisch Серге́й Никола́евич Пыжья́нов; * 24. Oktober 1960 in Kem, Russische SFSR) ist ein ehemaliger russischer Sportschütze.

## Erfolge
Sergei Pyschjanow nahm dreimal an Olympischen Spielen teil. 1980 belegte er in Moskau mit der Freien Pistole mit 564 Punkten den sechsten Platz. Bei den Olympischen Spielen 1992 in Barcelona trat er für das Vereinte Team in zwei Disziplinen an. Mit der Freien Pistole erreichte er den 16. Rang, während er mit der Luftpistole mit 584 Punkten als Dritter ins Finale einzog. In diesem erzielte er 100,1 weitere Punkte und belegte mit insgesamt 684,1 Punkten hinter Wang Yifu den Silberrang. Auch 1996 qualifizierte er sich in Atlanta mit der Luftpistole für das Finale. Mit 683,5 Punkten blieb er 0,3 Punkte hinter dem drittplatzierten Tanju Kirjakow und verpasste so als Vierter einen weiteren Medaillengewinn.
Insgesamt elfmal wurde Sergei Pyschjanow Weltmeister. 1986 gewann er in Suhl die Titel in der Einzel- und der Mannschaftskonkurrenz mit der Freien Pistole sowie mit der Standardpistolen-Mannschaft. Drei Jahre darauf war er an selber Stelle mit der Luftpistole im Einzel- und Mannschaftswettbewerb erfolgreich. 1990 folgten in Moskau Titelgewinne mit der Großkaliberpistole im Einzel sowie in den Mannschaftskonkurrenzen mit der Luftpistole, der Schnellfeuerpistole und der Großkaliberpistole. Darüber hinaus sicherte er sich mit der Freien Pistole im Einzel Bronze und mit der Mannschaft Silber. Ein Jahr später verteidigte er mit der Luftpistolen-Mannschaft in Stavanger seinen Titel. In Mailand gewann Pyschjanow 1994 einen weiteren Titel Großkaliberpistolen-Mannschaft sowie Silber mit der Mannschaft mit der Freien Pistole. Seine letzte Weltmeisterschaftsmedaille gewann er 1998 in Barcelona, als er im Mannschaftswettkampf mit der Großkaliberpistole den zweiten Platz belegte.
Pyschjanow ist geschieden und hat zwei Kinder.